# Kong Yingda

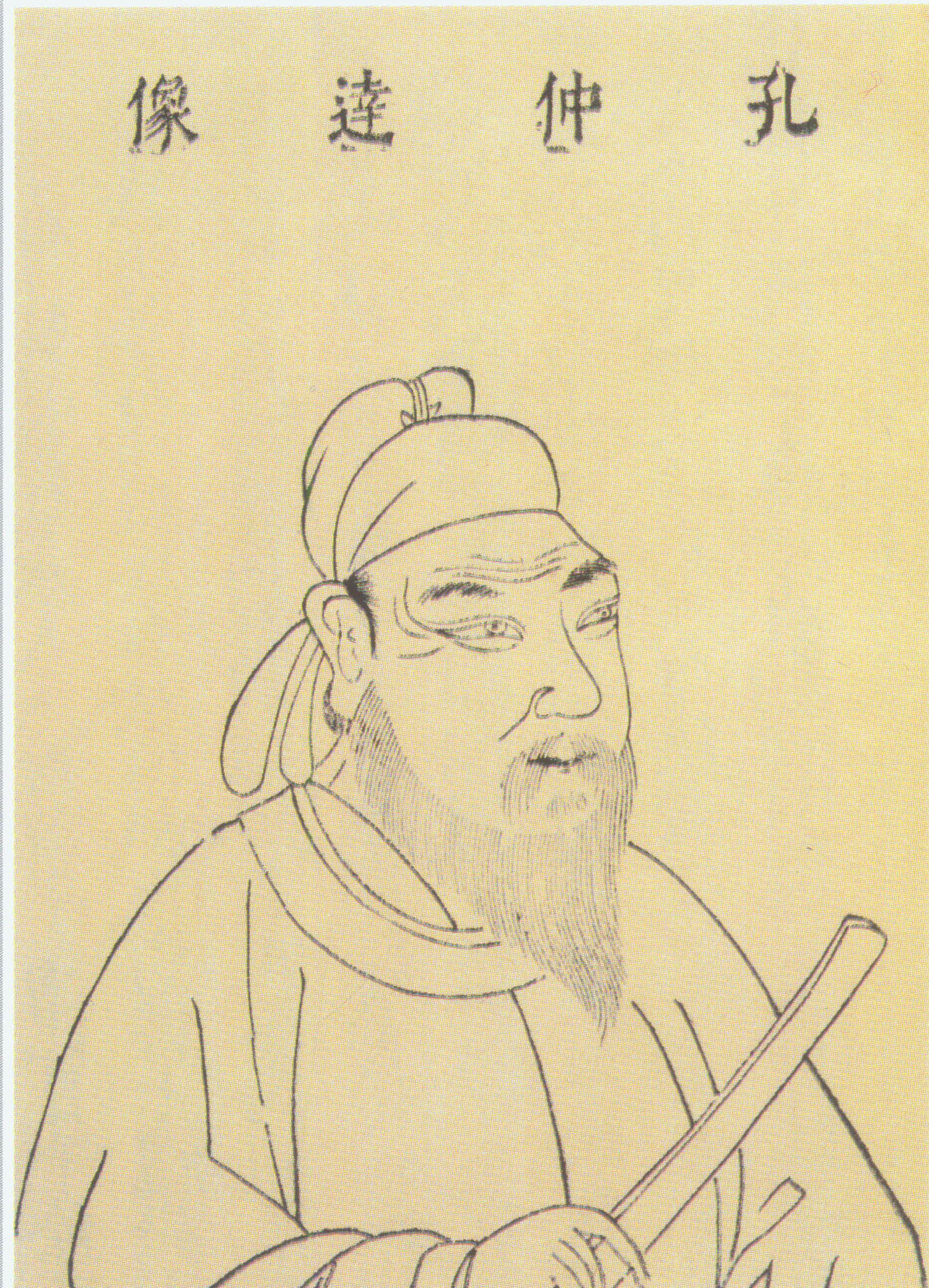
Kong Yingda, porträtiert in der Enzyklopädie Sancai Tuhui aus der Zeit der Ming-Dynastie

Kong Yingda (chinesisch 孔穎達 / 孔颖达, W.-G. K'ung Ying-ta; 574–648) war ein konfuzianischer Gelehrter der Zeit der Sui- und Tang-Dynastie, der bekannt ist für sein Wujing zhengyi 五经正义, ein Werk zu den Wujing 五经, d. h. den Fünf Kanonischen Büchern, als welche seit der Han-Zeit die Werke Zhouyi 周易, Shangshu 尚书, Maoshi 毛诗, Chunqiu 春秋 und Liji 礼记 bezeichnet werden.
Kong Yingda wurde 574 in Hengshui (Jizhou 冀州) geboren, im Staat der Nördlichen Qi-Dynastie der Nördlichen Dynastien.

## Wujing zhengyi
Sein Wujing zhengyi 五经正义 / 五經正義 („Correct Meaning of the Five Classics“, Korrekte Bedeutung der Fünf kanonischen Bücher) wurde das Standard-Curriculum für die Kaiserlichen Beamtenprüfungen und bildete die Grundlage für alle zukünftigen offiziellen Kommentare zu den Wujing (Fünf kanonischen Büchern).

## Verschiedenes
Das Grab von Kong Yingda (孔颖达墓) im Stadtbezirk Taocheng der bezirksfreien Stadt Hengshui in der chinesischen Provinz Hebei steht auf der Liste der Denkmäler der Provinz Hebei.
Er ist mit dem Tang-Kaiser Taizong im Zhaoling-Mausoleum begraben.